# Граужис Олег Олександрович
Олег Олександрович Гра́ужис (нар. 16 вересня 1944, Київ — пом. 28 січня 2018, Київ) — український архітектор, реставратор. Член Спілки архітекторів України з 1977 року, член-кореспондент Академії будівництва України, дійсний член Академії архітектури України, дійсний член ICOMOS.

## Біографія
Народився 16 вересня 1944 року в Києві в сім'ї архітекторів. Закінчив художню школу при Академії архітектури, 1971 року закінчив архітектурне відділення Київського інженерно-будівельного інституту (викладач О. Хорхот).
Від 1980 року — керівник комплексної архітурно-рестравраційної майстерні; від 2002 року — головний архітектор Інституту «УкрНДІпроектреставрація».
Помер в Києві 28 січня 2018 року.

## Роботи
Серед реставрованих пам'яток архітектури:
- Свято-Преображенський собор (Біла Церква, 1972);
- Літературно-меморіальний будинок-музей А. Чехова в Ялті (АР Крим, 1975);
- комплекс Святогірського монастиря в селі Зимному Володимирського району Волинської області (1975—1985);
- резиденція православного митрополита Буковини в Чернівцях (1985—1989);
- комплекс резиденції російського імператора Миколи ІІ в Лівадії (АР Крим, 1987—1990);
- Миколаївський костел у Києві (нині Національний будинок органної і камерної музики України, 1991—1995);
- відтворення Успенського собору Києво-Печерської лаври (1991—2002);
- залізничний вокзал у Києві (2003);
- Одеський національний академічний театр опери та балету (2006).

## Відзнаки
- Державна премія України в галузі архітектури (за 2003 рік; за реконструкцію комплексу станції Київ-Пасажирський Південно-Західної залізниці)[3];
- Народний архітектор України (з 2005 року; за вагомий особистий внесок у соціально-економічний розвиток столиці України — міста Києва, багаторічну сумлінну працю, високий професіоналізм.)[4].

За реставраційну діяльність:
- Орден «За заслуги» 3-го ступеня (1997);
- Орден Української православної церкви «Різдво Христове»;
- Орден Святого Архистратига Божого Михаїла[2].